# Akylbek Dschaparow

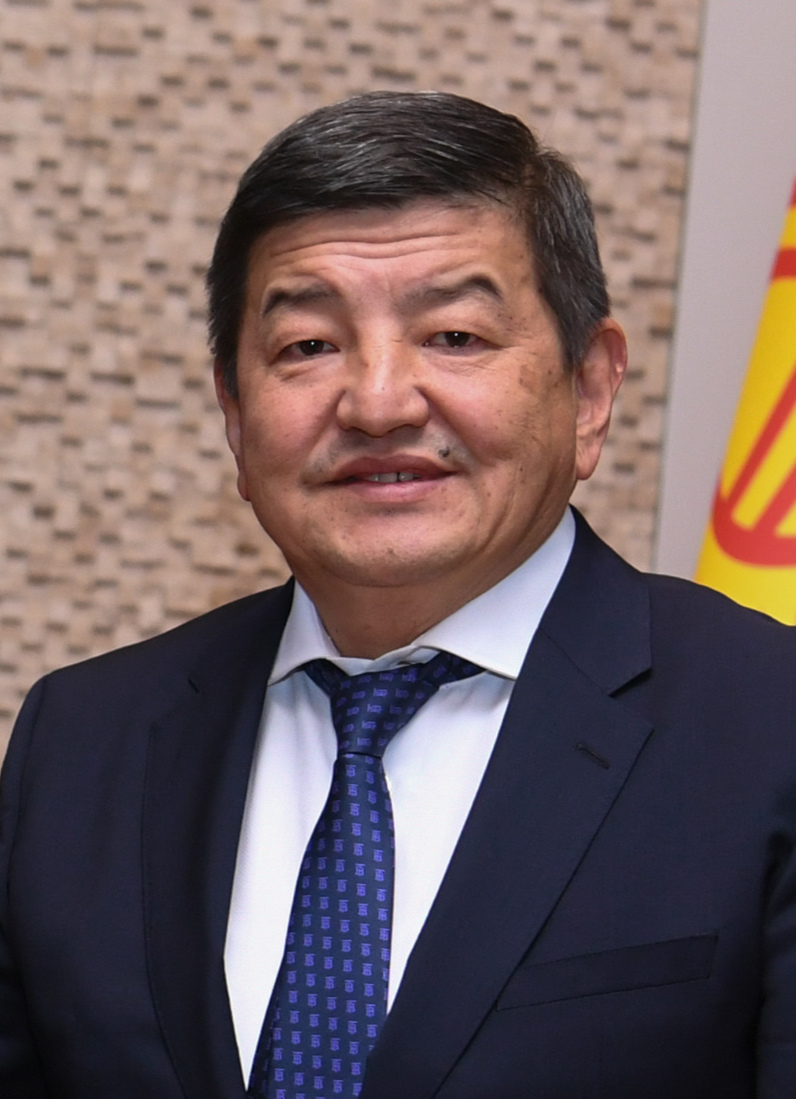
Akylbek Dschaparow (2021)

Akylbek Usenbekowitsch Dschaparow (kirgisisch Акылбек Үсөнбекович (Үсөнбек уулу) Жапаров, * 1964 in Balyktschy, Oblus Yssyk-Köl) ist ein kirgisischer Politiker der Ar-Namys und war seit Oktober 2021 Premierminister seines Heimatlandes. Am 16. Dezember 2024 trat er zurück. 
Zwischen 1997 und 2000 war er Vorsitzender der Steueraufsichtsbehörde, sowie zwischen 2005 und 2007 Wirtschafts- und Finanzminister im Kabinett von Präsident Bakijew.

## Werdegang
Dschaparow wurde am 14. September 1964 in Balykchy, Region Yssyk-Köl, als Sohn von Usenbek Dschaparow, einem Arzt, und Begayim Sarynzhieva, einer Ingenieurin, geboren. Er absolvierte 1981 die Komsomol-Mittelschule im Bezirk Kochkor, wo er zu einer Führungsfigur der Jugendbewegung aufstieg.
 Im Jahr 1986 schloss er sein Studium des Bauingenieurwesens an der Kirgisischen Technischen Universität mit Auszeichnung ab, sowie 2002 sein Studium an der Akademie für Finanzen und Wirtschaft in Bischkek mit einem Diplom in Finanzsteuersystemen und Management von Organisationen.
 Dschaparow lehrte von 1987 bis 1991 an der Kirgisischen Technischen Universität, und war dort sowohl Mitglied und Sekretär des hiesigen Komsomol-Komitees, als auch Mitglied im entsprechenden Kontrollgremium.

## Politische Laufbahn
Dschaparow begann seine politische Karriere 1992 als Leiter der Abteilung für Jugendpolitik in der Präsidialverwaltung von Askar Akajew. Im Oktober 1993 wurde er Exekutivsekretär und Stabschef der SDPK und hatte dieses Amt bis April 1995 inne. Daraufhin wurde Dschaparow Assistent des Ersten Vizepremierministers (bis 1996) und anschließend Sekretär der Nationalen Kommission für den Wertpapiermarkt (bis 1997). Von November 1997 bis 20. April 2000 leitete er die Abteilung für  Erhebung von Zahlungen der staatlichen Steuerinspektion im Finanzministerium. Vom 20. April 2000 bis März 2005 war Dschaparow Abgeordneter für die Union der Demokratischen Kräfte im kirgisischen Parlament (Dschogorku Kengesch).  Zudem war er Vorsitzender des Ausschusses für Steuern, Zölle und andere Abgaben des Parlaments.

Nach dem Sturz von Präsident Akajew durch die Tulpenrevolution war Dschaparow Wirtschafts- und Finanzminister unter Kurmanbek Bakijew. Er führte zwischenstaatliche Verhandlungen mit Vertretern der Ukraine über Handel, wirtschaftliche, wissenschaftliche, technische und kulturelle Zusammenarbeit. Vom 27. Dezember 2007 bis Oktober 2009 diente er als Minister für wirtschaftliche Entwicklung und Handel. Danach war er vom 22. Oktober 2009 bis 2010 Erster Stellvertretender Premierminister.
 Dschaparow war ein Befürworter des Beitritts Kirgisistans zum HIPC Programm der Weltbank und des Internationalen Währungsfonds (IWF).
Am 12. Oktober 2021 wurde er von Präsident Sadyr Dschaparow per Dekret zum Premierminister ernannt und einen Tag darauf vereidigt. Er löste damit Ulukbek Maripow als Regierungschef ab. Am 16. Dezember 2024 wurde er laut einem Bericht der russischen Agentur RIA Nowosti von Präsident Dschaparow entlassen. Offiziell hieß es, er sei zurückgetreten.

## Persönliches
Dschaparow ist verheiratet und hat zwei Töchter, Saadat und Azhar, sowie einen Sohn, Maksat. Zudem veröffentlichte er die Bücher Steuern: Gestern, Heute, Morgen, Strategien zur wirtschaftlichen Modernisierung und Modernisierung der kirgisischen Wirtschaft sowie eine Reihe von Artikeln. Er spricht Kirgisisch, Russisch, Englisch und Türkisch.